# Elezione del Presidente della Repubblica Italiana del 1985
L'elezione del Presidente della Repubblica Italiana del 1985 si svolse il 24 giugno.
Il presidente uscente è Sandro Pertini; risulta eletto, al I scrutinio, Francesco Cossiga.

## Contesto
Onde evitare spiacevoli situazioni di stallo già avvenute in passato, il segretario della DC Ciriaco De Mita avvia le consultazioni tra i partiti prima che il Parlamento in seduta comune si riunisca per l'elezione del presidente della Repubblica. In breve si giunge all'accordo con il segretario del PCI Alessandro Natta sul nome di Francesco Cossiga. Tale candidatura è accettata anche dal PSI e dagli altri partiti del "fronte costituzionale".
Il 24 giugno Francesco Cossiga risulta eletto al I scrutinio con 752 voti su 977 (74,3%). Pertini, il cui mandato sarebbe scaduto il 9 luglio, si dimette il 29 giugno. Cossiga assume le funzioni di Presidente supplente della Repubblica, fino al giuramento come presidente, avvenuto il successivo 3 luglio.

## L'elezione

### Preferenze per Francesco Cossiga
| Scrutinio | Voti | Percentuale |
| --------- | ---- | ----------- |
| I         | 752  | 74,4%       |

### 24 giugno 1985

#### I scrutinio
Per la nomina è richiesta una maggioranza dei due terzi dei 1011 membri dell'Assemblea.
| Dati votazione | Dati votazione   |     | Nome               | Nome | Voti |
| -------------- | ---------------- | --- | ------------------ | ---- | ---- |
| Presenti       | 979              |     | Francesco Cossiga  | 752  |      |
| Votanti        | 977              |     | Arnaldo Forlani    | 16   |      |
| Astenuti       | 2                |     | Sandro Pertini     | 12   |      |
| Maggioranza    | 674              |     | Camilla Cederna    | 8    |      |
|                |                  |     | Benigno Zaccagnini | 7    |      |
|                | Amintore Fanfani | 5   |                    |      |      |
|                | Giulio Andreotti | 3   |                    |      |      |
|                | Tina Anselmi     | 3   |                    |      |      |
|                | Norberto Bobbio  | 3   |                    |      |      |
|                | Arrigo Boldrini  | 3   |                    |      |      |
|                | Pietro Ingrao    | 2   |                    |      |      |
|                | Mario Melis      | 2   |                    |      |      |
|                | Marco Pannella   | 2   |                    |      |      |
|                | Voti dispersi    | 11  |                    |      |      |
|                | Schede bianche   | 141 |                    |      |      |
|                | Schede nulle     | 7   |                    |      |      |

Risulta eletto: Francesco Cossiga.